# Костянтин II (легендарний король Британії)

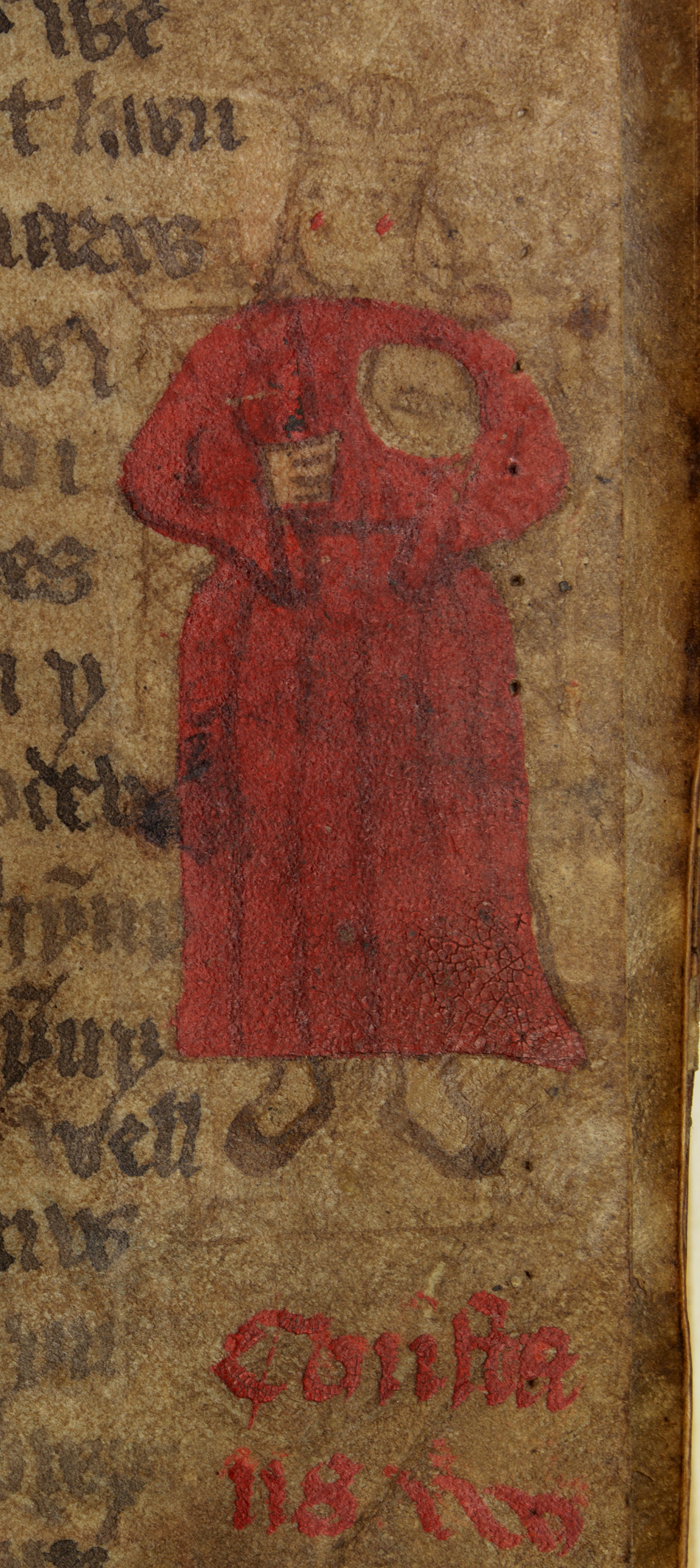
Мініатюрне зображення Constantius (Костянтина II) з валлійського рукопису «Історії королів Британії» XV століття

Костянтин II (також відомий як Костянтин Благословенний чи Констан) − легендарний король Британії, дід короля Артура.
Найчастіше прототипом короля Костянтина вважається історичний імператор-узурпатор Костянтин III.

## Легенда
Як твердить Гальфрид Монмутський, після відходу римлян з Британії бриттів атакували пікти та скотти. За порадою архієпископа Віталіна Лондонського бритти-острів'яни звернулися по допомогу до бриттів Арморики. Альдроен, король бриттів Арморики, надіслав на допомогу військо під проводом свого брата Костянтина, який розбив варварів та був проголошений вдячними бриттами королем. Він одружився з римлянкою, вихованою Віталіном, і дружина народила Костянтинові трьох синів: Констант, Аврелій Амвросій та Утер. Констант постригся в ченці, Аврелій же та Утер були віддані на виховання Віталіну. Костянтин королював десять років, доки його не вбив пікт. Після смерті Костянтина зчинилися чвари, хто має стати спадкоємцем − Аврелій чи Утер. Підступний аристократ Вортигерн запропонував зробити королем Константа (хоча це було проти правил), привіз його з монастиря та добився від ради Британії його коронації, ставши тіньовим володарем острова.
Умовно цього короля звуть Костянтин II, аби відрізнити від іншого короля бриттів на ім'я Костянтин, легендарного Артурового спадкоємця. (Костянтином I Гальфрид вважав імператора Костянтина Великого, коронованого в Йорку).
В циклі лицарських романів Вульгата ім'я Констан (Constant) носить вже сам король-батько трьох братів, а самих братів переназвано: Мен, Пендрагон та Утер. Мен − не чернець, а правдивий спадкоємець. Констан помирає своєю смертю. Крім того, згадується король Таулас (Thailais), дід Утера і, схоже, батько Констана: Таулас правив у місті Кларенс біля королівства Південний Уельс, і «Кларенс!» було бойовим кличем короля Артура.
Свою версію пропонує маловідомий романіст кінця 13 ст. Боден Батор: у нього короля-батька трьох братів теж звати Констан, але його батько − не армориканець і не валлієць, а такий собі король Лондр, засновник міста Лондон. Дружина Констана − Івойра, сестра французьких королів Бана та Борса; відповідно старшого сина звати не Мен, а Івойн. Івойра помирає, народжуючи близнюків Пендрагона та Утера; невдовзі від меланхолії помирає й Констан, перед смертю призначивши Івойна своїм спадкоємцем (а Вортигерна − регентом) та передрікши прихід Артура.
У пізньоваллійських текстах дід Артура відомий як Костянтин Благословенний (Kustenin Vendigaid) або Костянтин Доставник (Kustenin Waredwr). Йому приписується заснування трьох міст: Уорик, Чепстоу та Вустер.
Абсолютно іншу версію родоводу Артура пропонує німецький поет Вольфрам фон Ешенбах. В нього батько Утера зветься Брікус та є сином такого собі Мазадана та феї Терделяшой із чарівної країни Феймурган.

## Питання про історичність
Чимало деталей легенди про Костянтина (син Констант − чернець, якого прикликають з монастиря, щоб він правив) явно запозичено з біографії історичного Костянтина III. Водночас дослідник Пітер Бартрум обережно припускає, що британський вождь на ім'я Костянтин, дід Артура, цілком міг існувати, тільки походив не з Арморики, а з провінції Арфон у Північно-Західному Уельсі. (Ранні валлійські родоводи твердять, що Костянтин Благословенний походив від такого собі Евдафа Старого; збірка валлійського фольклору «Мабіногіон» твердить, що Евдаф мешкав в Арфоні, а також − що в Арфоні мешкали сини Іаена, «родичі Артура з батькового боку»).